# Ulica Świętokrzyska we Wrocławiu

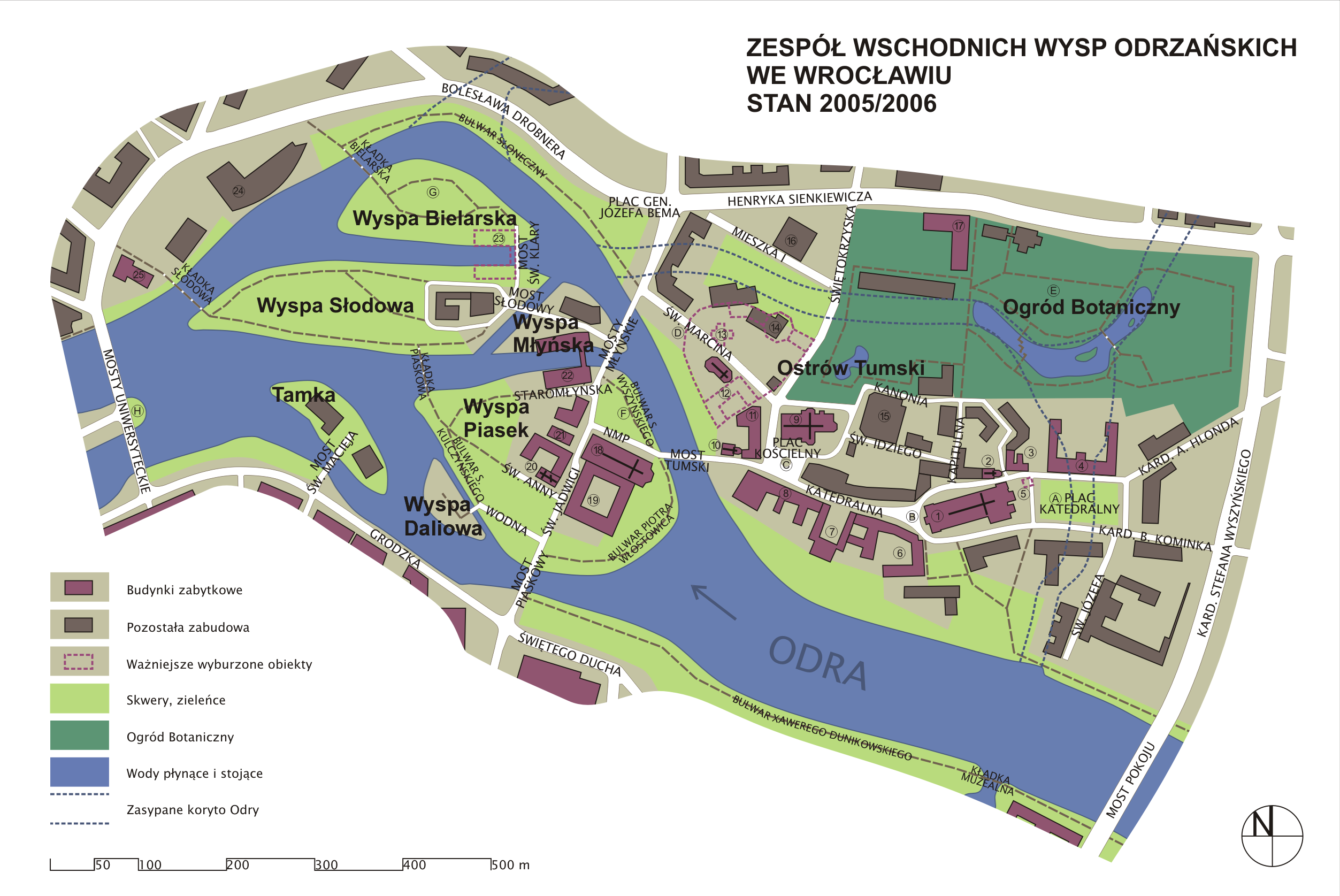
Zespół wschodnich wysp wrocławskich.

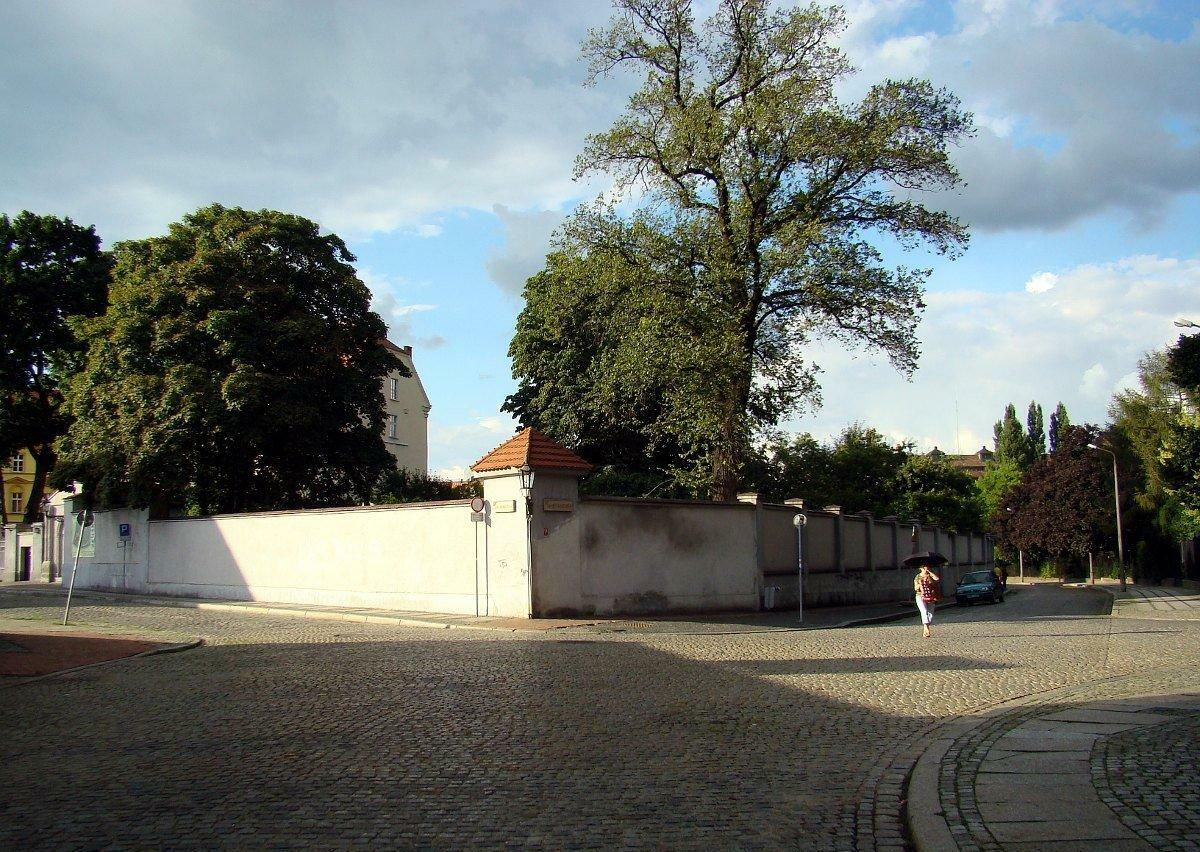
Początek ulicy: skrzyżowanie z pl. Kościelnym i ul. św. Marcina.

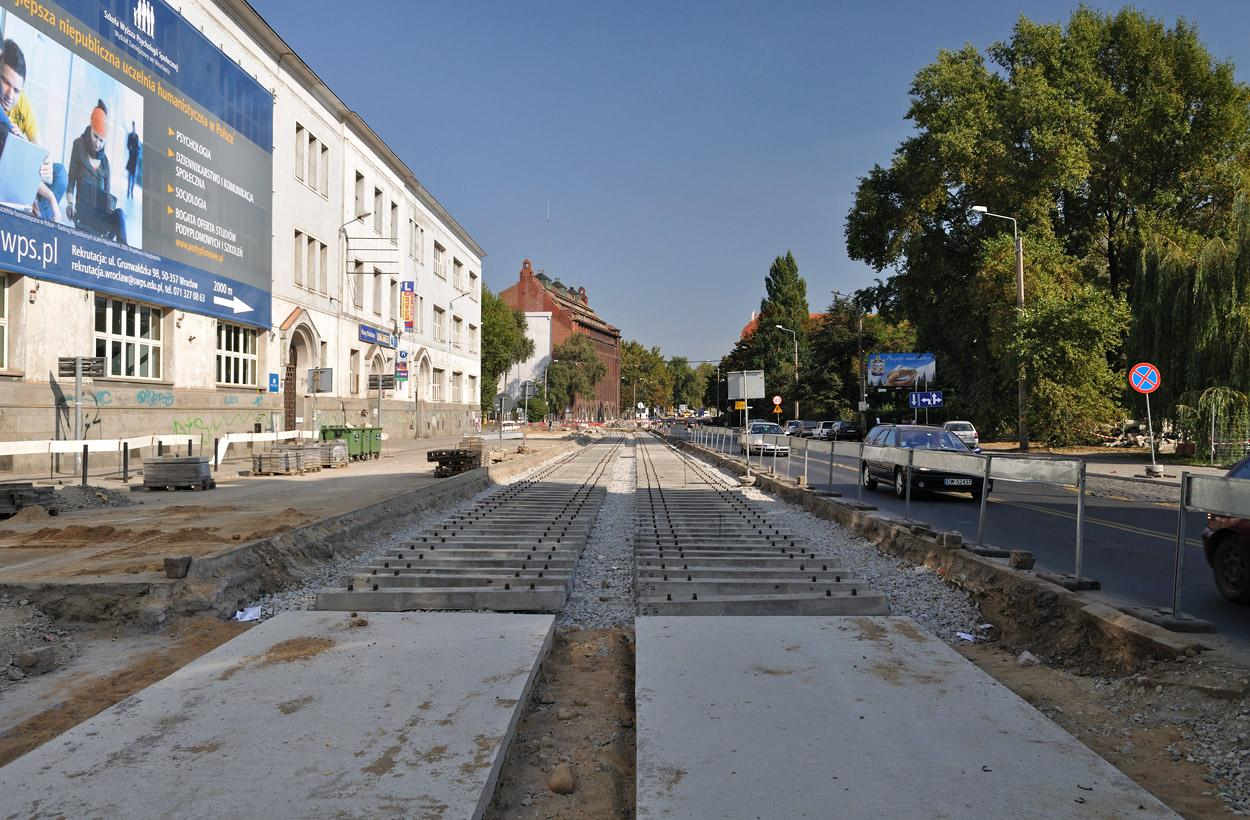
Przebudowa ul. H. Sienkiewicza, w głębi skrzyżowanie z ul. Świętokrzyską.

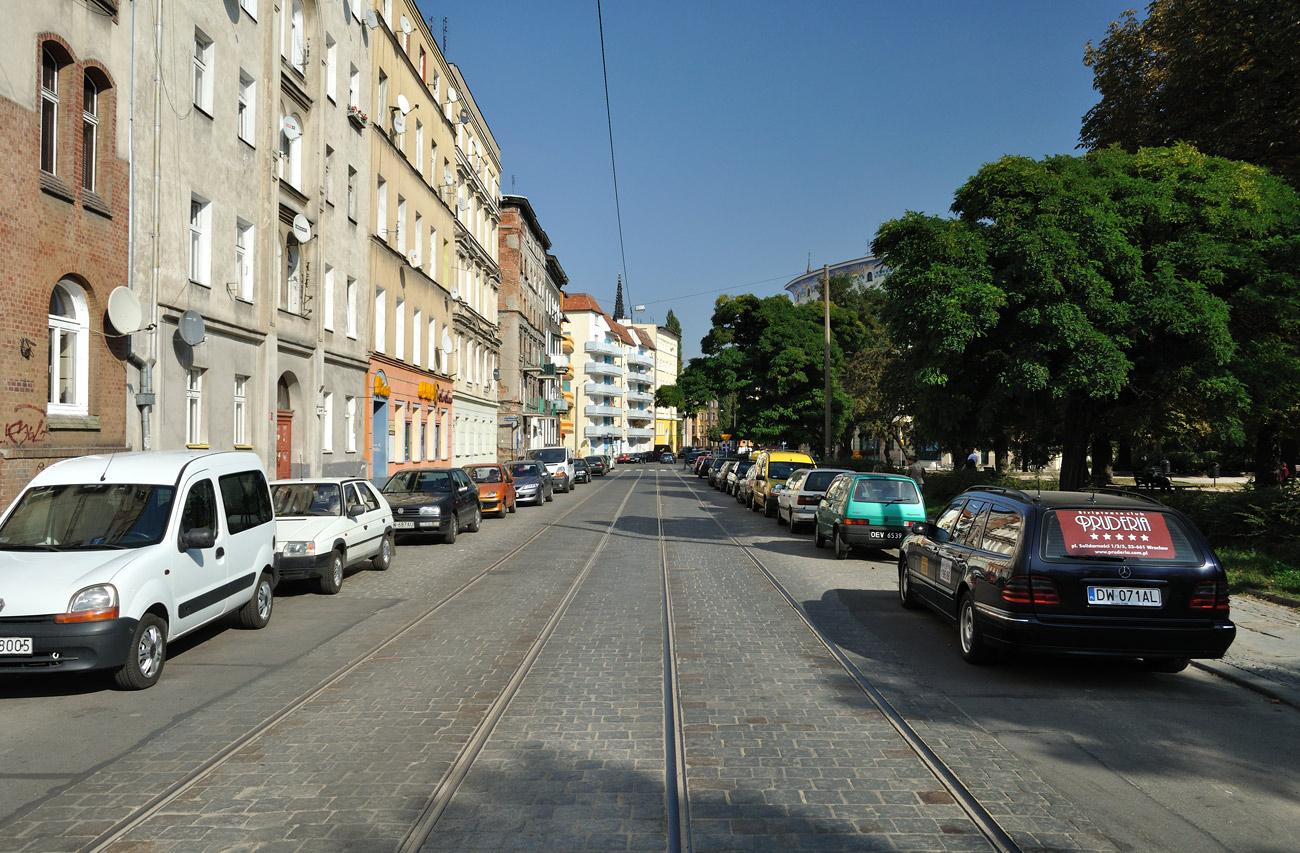
Ul. B. Prusa przed skrzyżowanie z ul. Świętokrzyską, po prawej skwer.

Ulica Świętokrzyska (Hedwiggasse, Kreuzgasse, Kreuzstrasse) – ulica położona we Wrocławiu na Ostrowie Tumskim, w granicach osiedli Stare Miasto oraz Ołbin , w dawnej dzielnicy Śródmieście. Łączy plac Kościelny z ulicą Bolesława Prusa.

## Historia
W miejscu dzisiejszej ulicy Świętokrzyskiej od Ostrowa Tumskiego w kierunku północnym przebiegała ścieżka do ramienia rzeki Odry otaczającego wyspę od północy. Po sekularyzacji mienia i likwidacji kapituły świętokrzyskiej, dokonanych w latach 1810-1811, do której należała większość zabudowy w tej części Ostrowa Tumskiego nastąpiły w tym rejonie znaczne przeobrażenia w tej zabudowie. Od 1807 roku rozpoczęto również likwidację fortyfikacji miejskich uwalniającą tereny pod budownictwo. Zlikwidowano między innymi Springstern, a na jego miejscu w części powstał późnej skwer. W 1816 roku przebito w zabudowie miejsce na drogę i poprowadzono ją w miejscu tej ścieżki na odcinku do obecnej ulicy Henryka Sienkiewicza i dawnego Brygidzina. W tym czasie istniało tu jeszcze ramię rzeki, którego pozostałością jest starorzecze zachowane we fragmencie na terenie Ogrodu Botanicznego. Nad nim droga przebiegała po usypanej grobli. Północny odcinek ulicy wytyczono natomiast w latach 1878-1879. Do tego czasu zasypano już ramiona Odry, zarówno to otaczające Ostrów Tumski, jak i następne – Odrę Ołbińską, łącząc Brygidzin z Ostrowem Tumskim i Ołbinem, co przyczyniło się do wchłonięcia tego obszaru do Ołbina. Nowa zabudowa ulicy powstawała stopniowo od południa w kierunku północnym. Ten proces zakończył się około 1910 roku. Po zachodniej stronie ulicy na południu znajdowała się ówcześnie szkoła zakonna, dalej przy skrzyżowaniu z ulicą Henryka Sienkiewicza szkoła elementarna.
W wyniku działań wojennych podczas oblężenia Wrocławia w 1945 roku w południowej części ulicy nastąpiły zniszczenia istniejącej zabudowy. Po wojnie zachowano po zachodniej stronę posesję dawnej szkoły, obecnie klasztor. Natomiast po stronie wschodniej cały obszar przeznaczono na powiększenie Ogrodu Botanicznego, który współcześnie przylega do ulicy. W części północnej również część zabudowy uległa zniszczeniu, a w jej miejscu w latach 90. XX wieku i późniejszych uzupełniono ją zabudową plombową. W latach 60. XX wieku charakter zmieniło skrzyżowanie z ulicą Henryka Sienkiewicza, która to ulica została przebudowana na dwujezdniową, czteropasmową drogę z wydzielonym torowiskiem tramwajowym pomiędzy jezdniami.

## Nazwa
W swojej historii ulica nosiła następujące nazwy własne:
- Hedwiggasse, do 1853 roku[1]
- Kreuzgasse, od 1853 do 1860 roku[1]
- Kreuzstrasse, od 1860 do 1945 roku[1][2]
- Świętokrzyska, do 1945 roku[1][2]

Nazwa ta nawiązuje do kościoła św. Krzyża zbudowanego przez Kapitułę Świętokrzyską, położonego przy placu Kościelnym. Została nadana przez Zarząd Miejski 15.11.1945 r..

## Układ drogowy
Do ulicy przypisana jest droga gminna o długości 511 m.
Ulice i place łączące się z ulicą Świętokrzyską:
- Plac Kościelny[4][5][16]
- Świętego Marcina[5][17]
- Ulica Mieszka I[5][18]
- Ulica Henryka Sienkiewicza[5][19]
- Ulica Na Szańcach[5][20]
- Ulica Bolesława Prusa[4][5][12][21]
- Ulica Stefana Żeromskiego[5][22].

Jeden z przystanków autobusowych przy ulicy Henryka Sienkiewicza w pobliżu skrzyżowania z tą ulicą nosi nazwę "Świętokrzyska" .

## Zabudowa i zagospodarowanie
Początek ulicy znajduje się na Ostrowie Tumskim. Tu powstał pierwszy odcinek ulicy biegnący od placu Kościelnego do ulicy Henryka Sienkiewicza. W tej części ulicy oś widokowa w kierunku południowym zamyka budynek Centrum Duszpasterskiego Archidiecezji Wrocławskiej (dawne Orphanotropheum), położony przy ulicy Katedralnej 4 oraz po stronie wschodniej stanowiący dominantę kościół św. Krzyża i św. Bartłomieja położony przy placu Kościelnym. Po stronie wschodniej ulicy rozpościera się ogrodzony teren Ogrodu Botanicznego, od placu Kościelnego i ulicy Kanonia do ulicy Henryka Sienkiewicza. Po stronie zachodniej natomiast położony jest również ogrodzony teren klasztoru z ogrodem i reliktami dawnego zamku, zajmujący teren od ulicy Świętego Marcina do ulicy Mieszka I. Za tą ulicą natomiast, do ulicy Henryka Sienkiewicza znajduje się teren Herbarium należącego do Muzeum Przyrodniczego Uniwersytetu Wrocławskiego.
Drugi odcinek tej ulicy, położony już na osiedlu Ołbin, po północnej stronie ulicy Henryka Sienkiewicza, otoczony jest zabudową śródmiejską. Pierzeję zachodnią do ulicy Na Szańcach stanowi ciągła zabudowa mieszkaniowa obejmująca zarówno kamienice, jak i współczesną zabudowę uzupełniającą w zakresie numerów 28-40 wraz z kontynuacją tej zabudowy wzdłuż ulicy Na Szańcach. Dalej za tą ulicą położony jest Skwer Skaczącej Gwiazdy, zajmujący teren do ulicy Bolesława Prusa. Natomiast wschodnia strona obejmuje teren dawnej piekarni o adresach przypisanych do ulicy Henryka Sienkiewicza, dalej kamienicę pod numerem 41-43, teren szkoły pod numerem 45-55 i na końcu ulicy kamienica pod numerem 57 wraz z kontynuacją zabudowy wzdłuż ulicy Bolesława Prusa. Oś widokową w kierunku północnym zamyka zabudowa pierzei północnej przy ulicy Bolesława Prusa, na którą składają się kamienice i współczesna zabudowa uzupełniająca oraz po stronie wschodniej ulica Stefana Żeromskiego.

## Ochrona i zabytki
Obszar, na którym położona jest ulica Świętokrzyska, podlega częściowo, na odcinku od placu Kościelnego do ulicy Henryka Sienkiewicza, ochronie w ramach zespołu urbanistycznego Ostrowa Tumskiego i wysp: Piaskowej, Bielarskiej, Słodowej i Tumskiej, wpisanego do rejestru zabytków pod nr rej.: 195 z 15.02.1962 r. oraz A/678/213 z 12.05.1967 r.. Inną formą ochrony tych obszarów jest ustanowienie historycznego centrum miasta, w nieco szerszym obszarowo zakresie niż wyżej wskazany zespół urbanistyczny, jako pomnik historii  . Samo miasto włączyło ten obszar jako cenny i wymagający ochrony do Parku Kulturowego "Stare Miasto", który zakłada ochronę krajobrazu kulturowego oraz uporządkowanie, zachowanie i właściwe kształtowanie krajobrazu kulturowego i historycznego charakteru najstarszej części miasta . Szczególnej ochronie podlegają tereny pod względem wymogów dotyczących badań archeologicznych, w tym szczególnie obszar dawnego Zamku Piastowskiego.
Przy ulicy i w najbliższym sąsiedztwie znajdują się następujące zabytki:
| nr                         | obiekt | powstanie | nr rej.                                                   | foto |
| -------------------------- | --- | --- | --------------------------------------------------------- | ---- |
| ul. Katedralna             | | |                                                           |      |
| 4                          | Orphanotropheum, Sierociniec dla katolickich dzieci pochodzenia szlacheckiego, ob. Centrum Duszpasterskie Archidiecezji Wrocławskiej zamyka oś widokową ulicy w kierunku południowym po stronie zachodniej | l. 1702-1715, po 1791 r., l. 1946-1954, l. 1970-1972, po 2000 r (pocz. XVIII, po 1945)                                                              | 90 z 29.03.1949 oraz A/2891/46 z dn. 25.01.1962           |      |
| pl. Kościelny              | | |                                                           |      |
| 1                          | Kolegiata św. Krzyża, obecnie kościół św. Krzyża (górny) i św. Bartłomieja (dolny) zamyka oś widokową ulicy w kierunku południowym po stronie wschodniej | 1288, ok. 1320 – ok. 1385, 1484 (hełm wieży), XVII, I poł. XVIII, 1809, XIX i l. 20. XX (wnętrza); odbudowa l. 1946-1950, l. 1956-1957 (XII-XIV w.) | 7 z 26.11.1947 oraz A/5256/44 z dn. 25.01.1962            |      |
| ul. Świętego Marcina       | | |                                                           |      |
| 10                         | Sierociniec Fundacji "ad Matrem Dolorosam", ob. Dom Pomocy Społecznej im. Świętej Rodziny Zgromadzenia Sióstr Najświętszej Rodziny z Nazaretu, w tym: - budynek Zakładu Opieki Zgromadzenia Najświętszej Rodziny z Nazaretu - kaplica - dom - ogród klasztorny (teren d. zamku książęcego) strona zachodnia, za murem ogrodu                                                                     | 2 poł. XIII w. (fundamenty – mur obronny), 1834 r.                                                                                                  | A/1401/541/Wm z dn. 01.12.1994                            |      |
| 10                         | Ogród przy Sierocińcu Fundacji "ad Matrem Dolorosam", ob. Domu Pomocy Społecznej im. Świętej Rodziny Zgromadzenia Sióstr Najświętszej Rodziny z Nazaretu strona zachodnia, za murem ogrodu | XIX/XX w. | mpzp, GEZ                                                 |      |
| 12                         | Relikty części północnej Zamku Piastowskiego z domem zakonny Zgromadzenia Sióstr Szkolnych De Notre Dame oraz z budynkiem szkolnym (Liceum św. Anny 1891), ob. klasztor Zgromadzenia Sióstr Szkolnych De Notre Dame i Dom Gościnny, w tym 1) budynek i ruiny z pozostałościami zamku piastowskiego 2) pomieszczenie gotyckie – pozostałość zamku piastowskiego strona zachodnia, za murem ogrodu | XIII, XIV, XVIII, dobudowa skrzydła w 1891 r. (proj. J. Ebers), XX w. (1. XIV-XV, 2. XV w.                                                          | 1) 143 (?) z 4.11.1968 oraz 2) A/5348/93 z dn. 04.11.1968 |      |
| Ulica Henryka Sienkiewicza | | |                                                           |      |
| 23                         | Ogród Botaniczny Uniwersytetu Wrocławskiego strona wschodnia | zał. 1811 r., projekt 1857 r., lata 1883-1886, 1914 r., lata 1926-1928, 1929 r., odbudowa 1948 r. (1811 r.)                                         | nr A/2374/2094 z 5.02.1974                                |      |
| 18-22                      | Zespół budowlany piekarni "Großbäckerei Consum Verei", po 1945 r. Piekarnia Mamut pierzeja wschodnia | koniec XIX w., l. 1914-1915, l. 20. XX w., po 1945 r.                                                                                               | mpzp, GEZ                                                 |      |
| 18-22                      | Główny budynek produkcyjny z kominem w zespole "Großbäckerei Consum Verei", po 1945 r. Piekarnia Mamut pierzeja wschodnia | 1880 r., l. 1906-1907, l. 20. XX w., po 1945 r. (3 ćw. XIX-1914)                                                                                    | A/1046/1-3 z dn. 29.02.2008                               |      |
| 18-22                      | Budynek łącznika zachodniego między magazynem mąki a głównym budynkiem produkcyjnym pierzeja wschodnia | l. 1914-1915 | A/1046/1-3 z dn. 29.02.2008                               |      |
| 18-22                      | Magazyn mąki w zespole "Großbäckerei Consum Verei", po 1945 r. Piekarnia Mamut pierzeja wschodnia | l. 1914-1915 (projekt 1913 r.), po 1945 r. | A/1046/1-3 z dn. 29.02.2008                               |      |
| Ulica Świętokrzyska        | | |                                                           |      |
| 36                         | Kamienica pierzeja zachodnia | ok. 1880 r., ok. 2004 r. (remont) | brak                                                      |      |
| 38                         | Kamienica pierzeja zachodnia | ok. 1890 r., 2014 r. (remont) | brak                                                      |      |
| 41-43                      | Kamienica pierzeja wschodnia | ok. 1890 r. | GEZ                                                       |      |
| 57                         | Kamienica pierzeja wschodnia | 1902 r. (proj. W. Heller), 2006 r. (remont) (pocz. XX w.)                                                                                           | A/4228/284 z dn. 21.02.1972                               |      |
| Ulica Na Szańcach          | | |                                                           |      |
| n.d.                       | Skwer "Skaczącej Gwiazdy" strona zachodnia od ul. Na Szańcach do ul. B. Prusa | XIX/XX w. | brak                                                      |      |
| Ulica Bolesława Prusa      | | |                                                           |      |
| 5                          | Kamienica częściowo pierzeja wschodnia przy skrzyżowaniu | 1902 r. (proj. W. Heller), 2006 r. (remont generalny) (pocz. XX w.)                                                                                 | A/4228/284 z dn. 21.02.1972                               |      |
| 38-40                      | Kamienica zamyka oś widokową ulicy w kierunku północnym po stronie zachodniej | ok. 1890 r. | brak                                                      |      |
| 42                         | Kamienica zamyka oś widokową ulicy w kierunku północnym po stronie zachodniej | ok. 1870 r., ok. 1930 r. (1886 r.) | A/1043 z dn. 30.01.2008                                   |      |